# Zöld csuklyásgomba
A zöld csuklyásgomba (Leotia lubrica) a Leotiaceae családba tartozó, Eurázsiában és Észak-Amerikában honos, lomb- és fenyőerdőkben élő, nem ehető gombafaj. 

## Megjelenése
A zöld csuklyásgomba kalapja (pontosabban a mozsárütő formájú termőtest feji része) 1-4 cm széles; alakja szabálytalan, karéjos, de többé-kevésbé domború. Felszíne sima vagy kissé ráncos, tapadós-nyálkás. Széle begöngyölt. Színe barnássárga, sárga vagy olívszínű. A termőtesten gyakran látható feketészöld árnyalat gombafertőzéstől származik, de az egészséges idős példányok is gyakran színeződnek zöldesbarnára. A spóratermő réteg a felső oldalon található. Alsó oldala sima, halvány. 
Húsa gumiszerű, kocsonyás. Íze és szaga nem jellegzetes.
Tönkje 2-8 cm magas és max. 1 cm vastag. Alakja nagyjából egyenletesen vastag, állaga gumiszerű. Színe a kalapéval egyezik vagy halványabb, apró halvány pikkelyek vagy pettyek fedhetik és általában üreges. Sérülésre lassan sötétzöldre színeződik. Felszíne nyálkás.
Spórapora fehér. Spórája megnyúlt ellipszis vagy orsó alakú, gyakran görbült; éretten 3-8 szegmensre oszlik, mérete 20-25 x 5-6 µm. 

### Hasonló fajok
A tölcséres rókagomba fiatal példányai hasonlíthatnak hozzá.

## Elterjedése és termőhelye
Eurázsia és Észak-Amerika mérsékelt övi területein gyakori. 
Lomb- és fenyőerdőkben egyaránt megtalálható, általában nedves élőhelyen, moha között, néha korhadó fán. Tavasz végétől őszig terem. 

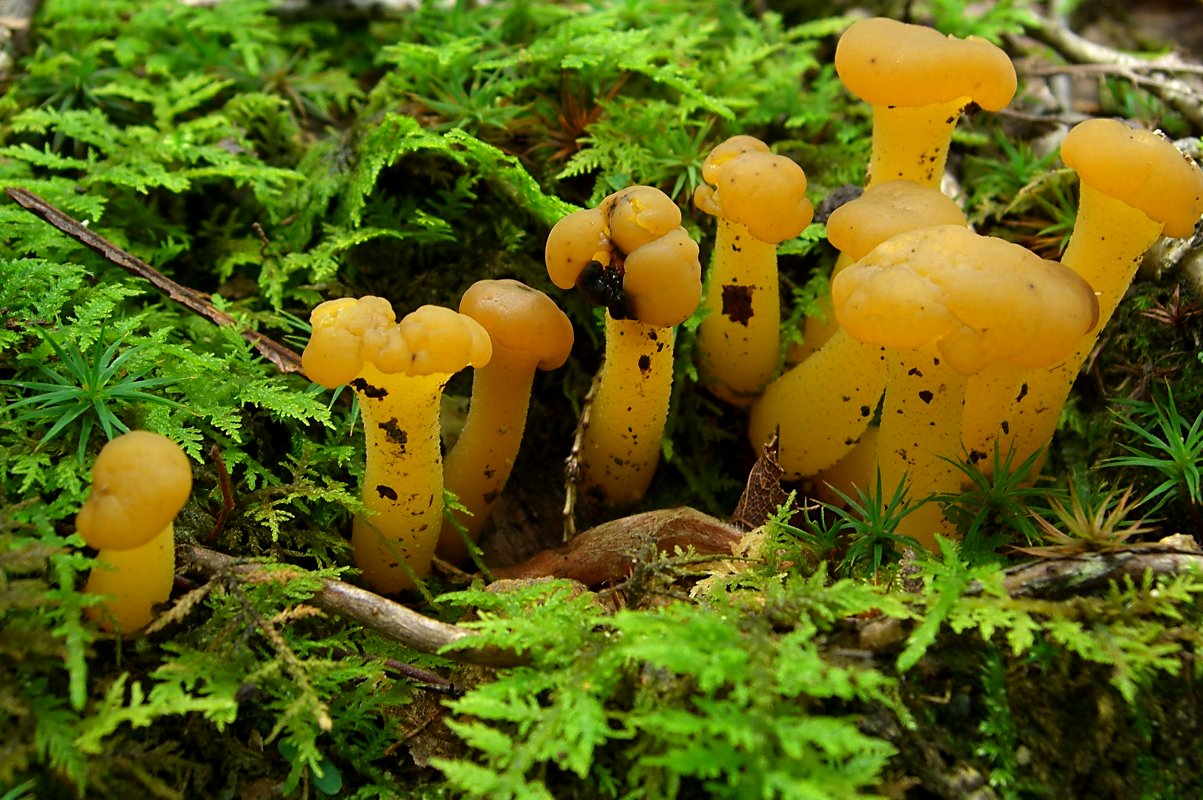
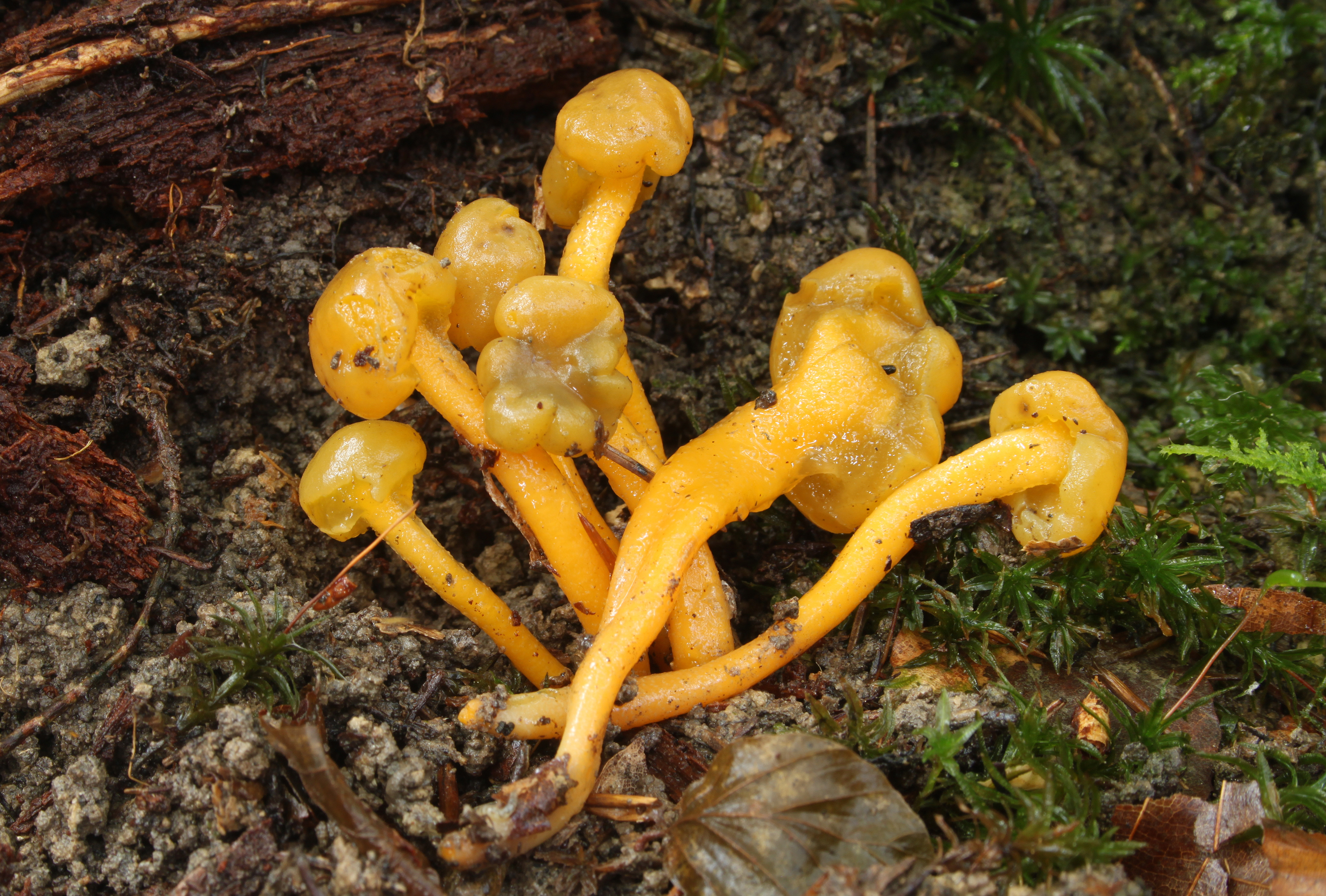
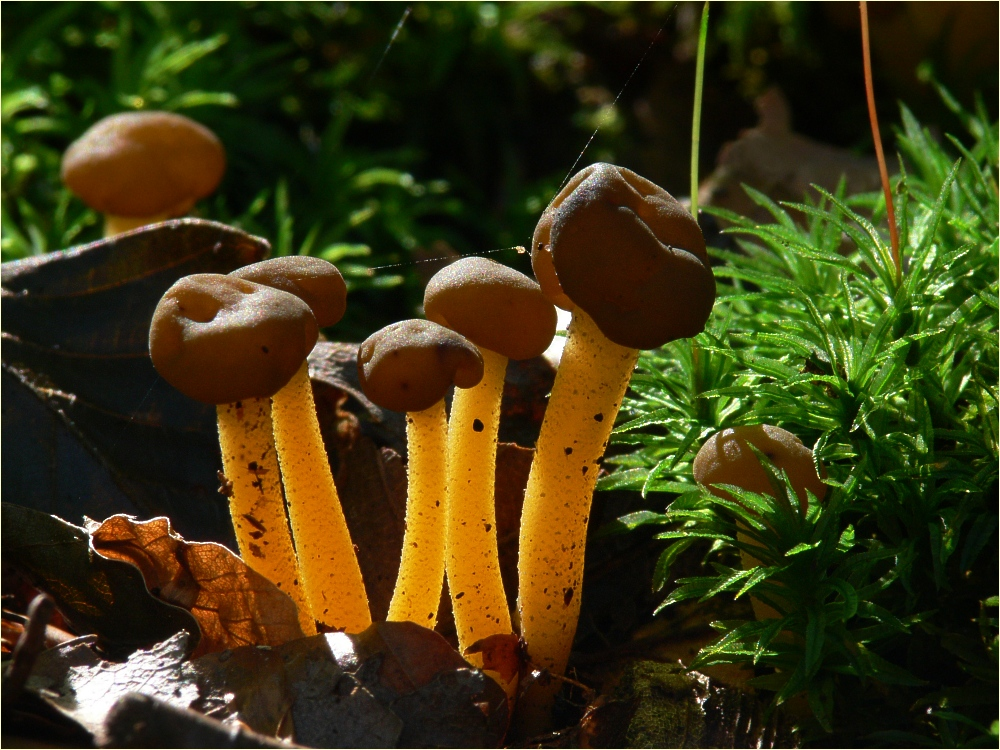
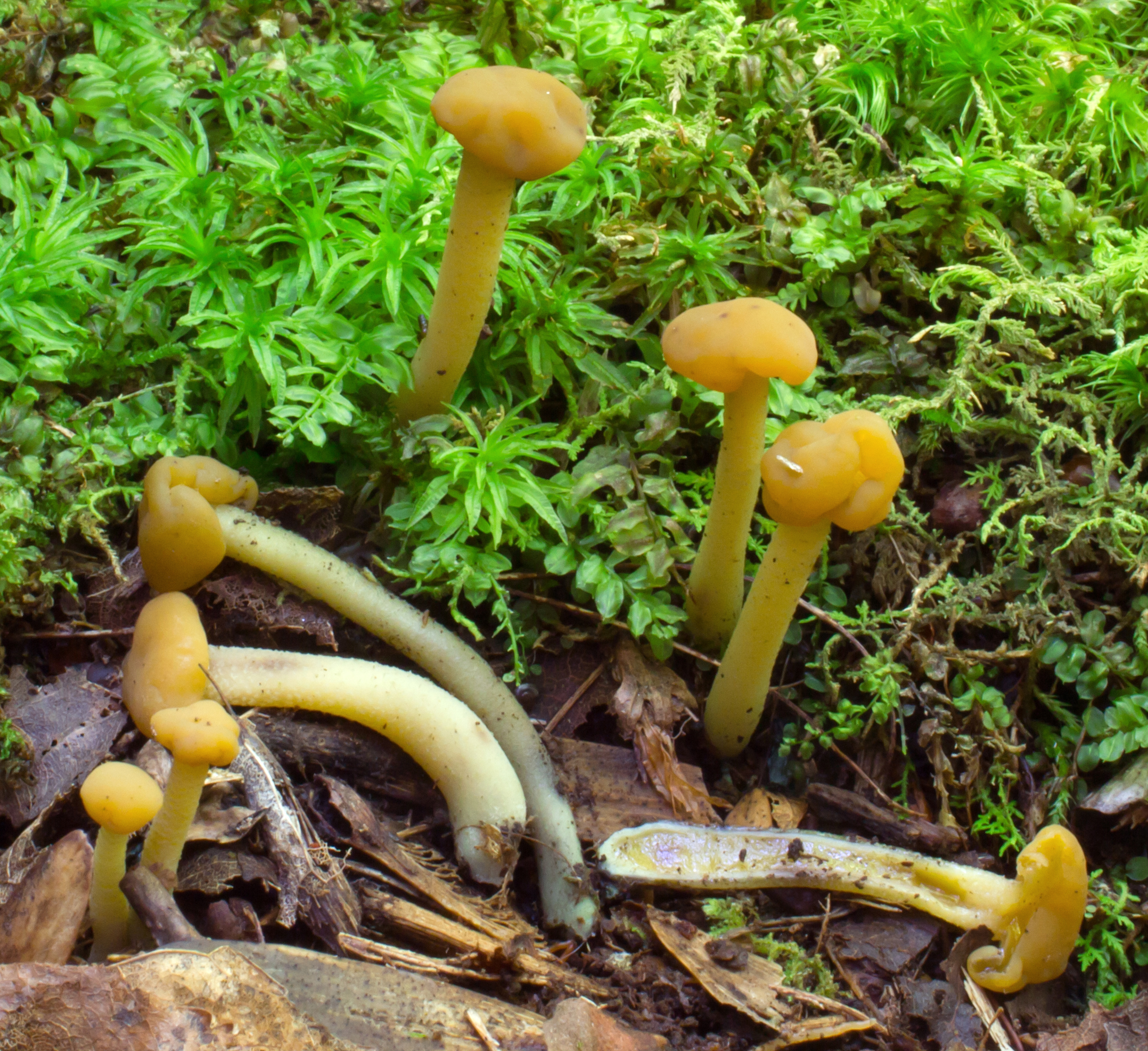
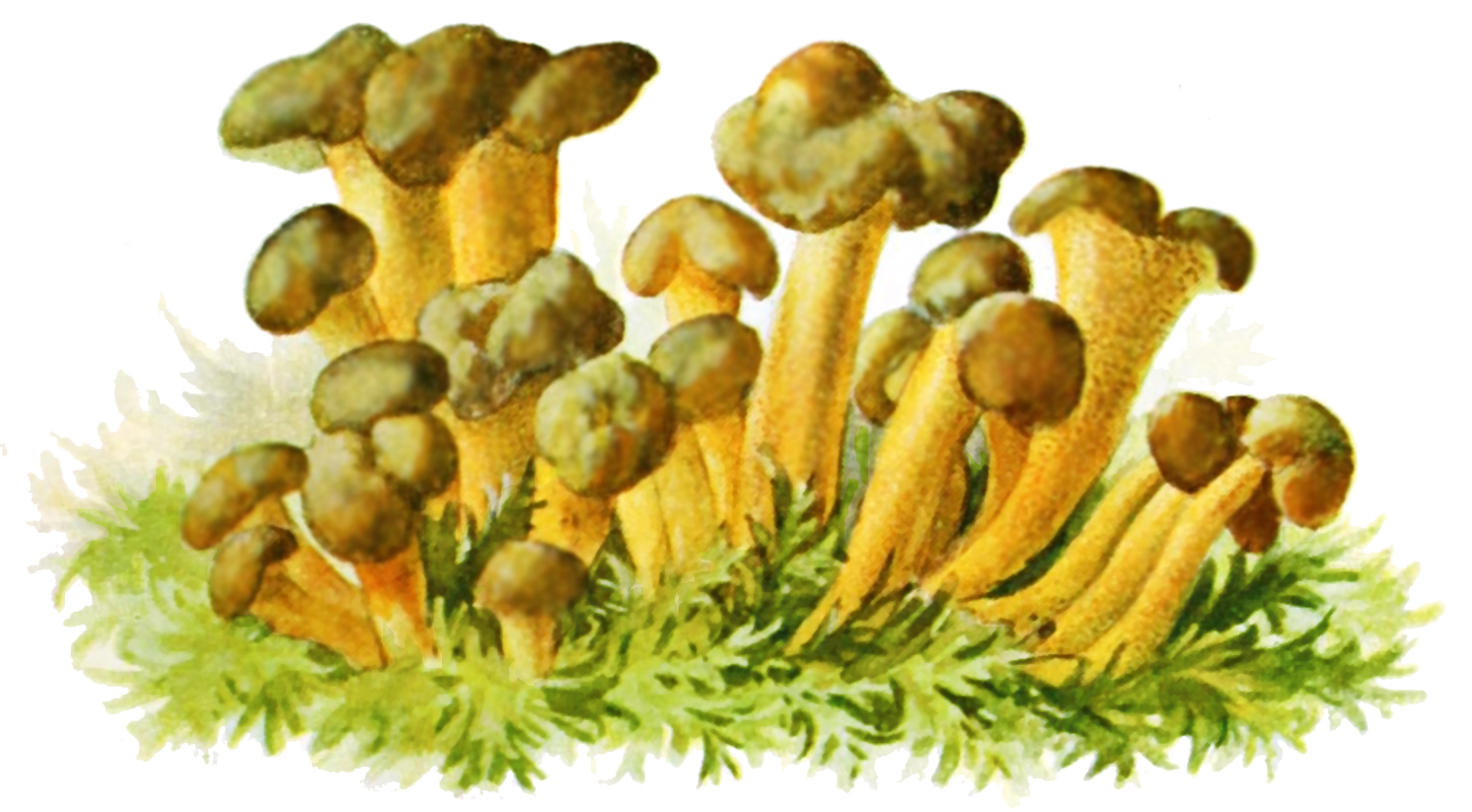

Nem ehető.